# Christian Ernst von Gleichen-Rußwurm

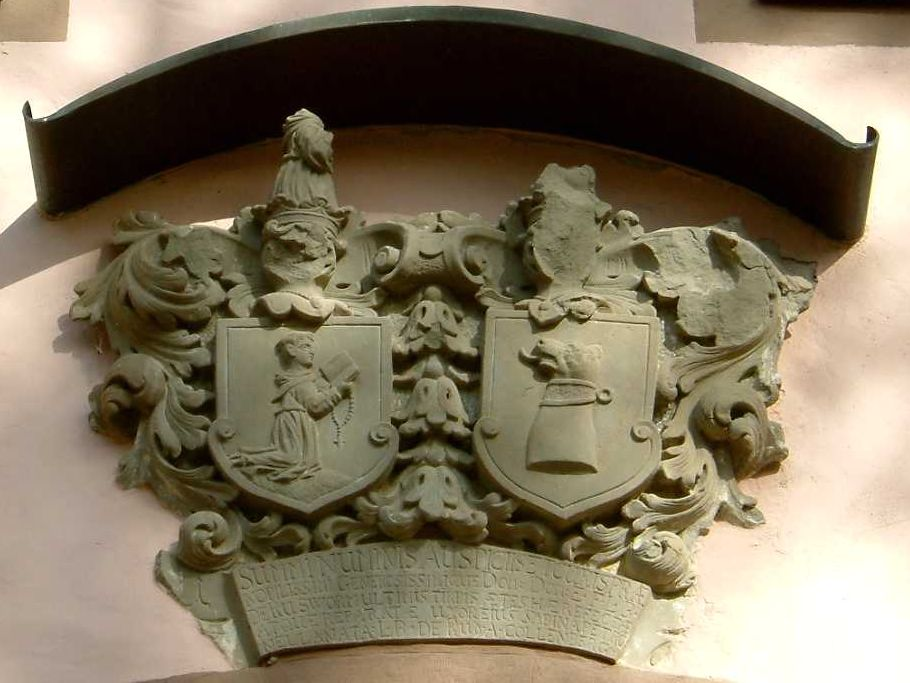
Schloß Greifenstein (Bonnland), Wappen

Christian Ernst Freiherr von Gleichen genannt von Rußwurm (* 1719; † 1768) war ein markgräflich bayreuthischer Offizier.

## Leben
Christian Ernst Freiherr von Gleichen war ein Sohn von Heinrich von Gleichen (1681–1767) aus dem thüringischen Grafengeschlecht Gleichen und dessen Ehefrau Carolina Dorothea Sophie von Rußwurm (1693–1748) aus dem 1732 im Mannesstamm erloschenen fränkischen Uradelsgeschlecht von Rußwurm.
Der spätere markgräflich bayreuthische Offizier und Naturforscher Wilhelm Friedrich Freiherr von Gleichen genannt von Rußwurm war sein älterer Bruder.
Der Schloßhauptmann zu Saalfeld und Obersteuereinnehmer des Fürstentums zu Altenburg Hans Christoph von Gleichen (1656–1713) und der markgräflich brandenburg-kulmbachische Oberjägermeister Ernst Friedrich Freiherr von Rußwurm (1657–1732) waren seine Großväter.
Der Diplomat Karl Heinrich von Gleichen war sein Vetter.
Da Ernst Friedrich Freiherr von Rußworm keine Nachkommen hatte, adoptierte dieser seine beiden Enkel Wilhelm Friedrich und Christian Ernst. Am 25. Februar 1732 erfolgte die kaiserliche Genehmigung durch Kaiser Karl VI., die den Abkömmlingen gestattete, den Namen von Rußwurm zu tragen.
Christian Ernst Freiherr von Gleichen ging zum Militär und nahm wie auch sein Bruder nach dem Tod der Mutter 1748 in Erlangen diesen Namen an. Er nannte sich ab diesem Zeitpunkt Christian Ernst Freiherr von Gleichen genannt von Rußwurm. Er diente zuletzt als markgräflich bayreuthischer Obrist und wurde in den Ordre de la Sincérité aufgenommen.
Er war mit Christiane Sophia, geborene von Burgsdorf, verheiratet. Das Ehepaar hatte eine Tochter und einen Sohn. Friederica Sophia Henrietta wurde 1764 geboren und Wilhelm Heinrich Carl im Jahr 1765. Die Familie der Freiherren von Gleichen genannt von Rußwurm besteht bis heute.